# (5957) Irina
(5957) Irina es un asteroide perteneciente al cinturón exterior de asteroides, región del sistema solar que se encuentra entre las órbitas de Marte y Júpiter, descubierto el 11 de mayo de 1988 por Carolyn Shoemaker y por su esposo que también era astrónomo Eugene Shoemaker desde el Observatorio del Monte Palomar, Estados Unidos.

## Designación y nombre
Designado provisionalmente como na (1988 J. Fue nombrado Irina en homenaje a Irina Victorovna Farquhar, esposa del director de la misión NEAR, Robert Farquhar. El primer pase inicial de NEAR Shoemaker por (433) Eros ocurrió el 10 de enero de 1999, su quinto aniversario de boda. Desde que obtuvo un doctorado en economía en la Universidad Estatal de Leningrado en 1983, Irina realizó varias contribuciones importantes en los campos de la economía laboral, regional y de la salud.

## Características orbitales
Irina está situado a una distancia media del Sol de 3,232 ua, pudiendo alejarse hasta 3,583 ua y acercarse hasta 2,880 ua. Su excentricidad es 0,108 y la inclinación orbital 22,85 grados. Emplea 2122,52 días en completar una órbita alrededor del Sol.

## Características físicas
La magnitud absoluta de Irina es 12,5. Tiene 15,271 km de diámetro y su albedo se estima en 0,1. 